# Sasha Chorny
Sasha Cherny (tiếng Nga: Саша Чёрный) là bút danh của Aleksandr Mikhailovich Glickberg (13/10/1880 – 5/7/1932) – nhà thơ thế kỉ bạc, nhà văn, dịch giả, nhà phê bình Nga.

## Tiểu sử
Sasha Cherny sinh ở Odessa trong một gia đình Do Thái đông con. Bố mẹ phải làm lễ rửa tội ở nhà thờ rất sớm cho Aleksandr để được vào học trường gymnazy nhưng cậu bé thường xuyên bỏ học đi ăn mày. Chuyện này được đăng trên báo và một quan chức có tên là K. K. Rochet hay làm từ thiện ở Zhitomir đã nhận Aleksandr về nuôi dạy. K. K. Rochet là người có ảnh hưởng đến việc phát triển năng khiếu thơ ca của Sasha Cherny.
Từ năm 1900 đến năm 1902 Sasha Cherny phục vụ trong quân đội và một thời gian ngắn làm việc trong ngành hải quan. Năm 1905 chuyển về Sankt-Peterburg và in thơ trào phúng ở các tạp chí: «Зритель», «Альманах», «Журнал», «Маски», «Леший»… Sasha Cherny bắt đầu nổi tiếng từ thời kì này và, như nhà văn Korney Chukovsky viết: "hễ mua được tờ tạp chí mới thì trước hết bạn đọc đi tìm đọc thơ của Sasha Cherny…"
Từ năm 1906 đến năm 1908 sống ở Đức, học tại Đại học Heidelberg. Trở về Sankt-Peterburg Sasha Cherny cộng tác với nhiều tạp chí và báo in hai tập thơ và trở thành nhà văn thiếu nhi cũng nổi tiếng không kém thơ. Những năm Thế chiến I ông tham gia quân đội và viết tập thơ Chiến tranh (Война). Năm 1920, không thừa nhận chính quyền cách mang, ông cùng vợ đi sang sống ở châu Âu (đầu tiên ở Kovno – Litva, sau ở Berlin – Đức) in tác phẩm ở các tạp chí Nga hải ngoại. Từ năm 1924 sống ở Paris và tham gia tích cực vào đời sống văn học của cộng đồng Nga ở Pháp. Năm 1929 ông mua đất xây nhà ở làng La Favière, vùng Provence, miền nam nước Pháp làm nơi qua lại của nhiều văn nghệ sĩ Nga sống ở Pháp.
Sasha Cherny qua đời ngày 5 tháng 7 năm 1932 sau khi chạy sang giúp chữa cháy ở một trang trại gần nhà, khi trở về ông nằm nghỉ và mãi mãi không còn ngồi dậy. Phần mộ ông hiện ở nghĩa trang Lavandou, miền nam nước Pháp. Ngoài sáng tác thơ văn, ông còn để lại nhiều bản dịch tác phẩm của Heirich Heine, Dehmel Rixard, Knut Hamsun… Đỉnh cao sáng tạo của ông là tập thơ được nhạc sĩ thiên tài Shostakovich phổ nhạc.

## Tác phẩm
- Разные мотивы, 1906
- Сатиры, 1910
- Тук-Тук, 1913
- Жажда, 1923
- Сон профессора Патрашкина, 1924
- Дневник фокса Микки, 1927
- Кошачья санатория, 1928
- Несерьезные рассказы, 1928
- Чудесное лето, 1929
- Румяная книжка, 1930
- Кому в эмиграции жить хорошо, 1931–1932
- Белка-мореплавательница, 1932
- Солдатские сказки, 1933

## Một vài bài thơ
| Tình yêu phải trở thành hạnh phúc Đấy là quyền của tình yêu. Tình yêu phải là tình yêu đẹp Đấy là trí tuệ của tình yêu. Thế anh nhìn thấy tình yêu như thế ở đâu? Có phải ở các ông nam tào bắc đẩu? Hay người ca sĩ trên sân khấu Ép vào áo ngực chiếc găng tay Đánh lên váng sữa Từ tình yêu của họa mi và của ánh trăng? Chứ trong những dòng thơ trữ tình Thì tình yêu được gieo vần với máu Và hầu như đói khát thường xuyên?... Anh quỳ xuống dưới chân Thần ái tình Đặt vòng hoa đáng thương kết từ ngải cứu Mà anh hái từ trong những mảnh vườn hoang… Bài thơ ứng khẩu Ngày xưa ta như Tin – Tin* Nghe lời tiên ta đi tìm chim xanh! Và khi người đặt vào cho ta bấc Ta say sưa, đắm đuối với chim xanh. Ta đuổi theo biết bao dặm đường Rồi ta trở về với con Chim Đen! Còn Chim Xanh mà ta hằng mong mỏi Ở nước ngoài có gặp hở Tin - Tin? Không kìm nén được Người vợ hiền của nhà thơ đã chết Từng yêu vợ hơn nhuận bút của mình! Một nỗi đau điên cuồng và khủng khiếp Nhưng nhà thơ không chết bởi đau thương. Chôn vợ xong nhà thơ đi về nhà Một cảm xúc mới trong lòng dâng ngập Và ông vội vàng viết một bài thơ: "Người vợ hiền của nhà thơ đã chết". Bản dịch của Nguyễn Viết Thắng | Любовь должна быть счастливой Любовь должна быть счастливой — Это право любви. Любовь должна быть красивой — Это мудрость любви. Где ты видел такую любовь? У господ писарей генерального штаба? На эстраде, где бритый тенор, Прижимая к манишке перчатку, Взбивает сладкие сливки Из любви, соловья и луны? В лирических строчках поэтов, Где любовь рифмуется с кровью И почти всегда голодна?.. К ногам Прекрасной Любви Кладу этот жалкий венок из полыни, Которая сорвана мной в ее опустелых садах... Экспромт И мы когда-то, как Тиль-Тиль, Неслись за Синей птицей! Когда нам вставили фитиль - Мы увлеклись синицей. Мы шли за нею много миль - Вернулись с Черной птицей! Синицу нашу ты, Тиль-Тиль, Не встретил за границей? Недержание У поэта умерла жена... Он ее любил сильнее гонорара! Скорбь его была безумна и страшна - Но поэт не умер от удара. После похорон пришел домой - до дна Весь охвачен новым впечатленьем - И спеша родил стихотворенье: "У поэта умерла жена". |